# Upplands runinskrifter 1145
Runinskrift U 1145 är en runsten i Tierps socken och Tierps kommun, Örbyhus härad i Uppland. Den står öster om gamla E4:an och längs en mindre väg vid byn Yttrö mellan Uppsala och Gävle.

## Stenen
Stenen slogs sönder mellan 1727 och 1866 och de sju delarna lades i en brotrumma. Innan stenen lagades och flyttades till sin nuvarande plats fanns bitarna mellan 1910 och 1924 bevarade i Ullfors bruk.
Enligt tavlan vid stenen så var namnen Rik och Gunntrud inte vanliga under vikingatiden. Dessutom är det oklart hur uttrycket och de Gunntrud ska tolkas.
Stenen är inte signerad, men ornamentiken och de ihopskrivna orden honsalukuþs (i stället för hons salu uk kuþs) vid runslingans slut visar att stenen ristades av runmästaren Åsmund Kåresson.

## Inskriften

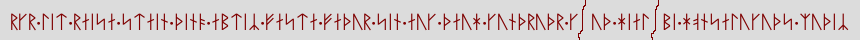
runslingan på U 1145

Runor:
ᚱᚴᚱ᛫ᛚᛁᛏ᛫ᚱᛅᛁᛋᛅ᛫ᛋᛏᛅᛁᚾ᛫ᚦᛁᚾᚭ᛫ᛅᛒᛏᛁᛦ᛫ᚠᛅᛋᛏᛅ᛫ᚠᛅᚦᚢᚱ᛫ᛋᛁᚾ᛫ᛅᚢᚴ᛫ᚦᛅᚢᚼ᛫ᚴᚢᚾᚦᚱᚢᚦᚱ᛫ᚴ‍ᚢᚦ᛫ᚼᛁᛅᛚ‍ᛒᛁ᛫ᚼᚮᚾᛋᛅᛚᚢᚴᚢᚦᛋ᛫ᛘᚢᚦᛁᛦ
Translitterering av runraden:
: r(i)kr ' lit raisa stain þino ' abtiʀ fasta faþur sin auk þauh kunþruþr ' k[uþ hial]bi hons| |salu| |uk| |kuþs muþiʀ
Normalisering till runsvenska:
ʀikʀ let ræisa stæin þenna æftiʀ Fasta, faður sinn, ok þau Gunnþruðr. Guð hialpi hans salu ok Guðs moðiʀ.
Översättning till nusvenska:
Rik lät resa denna sten efter Faste, sin fader, och de Gunntrud. Gud hjälpe hans själ och Guds moder.